# Nisshin (1869)
Nisshin (jap. 日進) – japońska trójmasztowa korweta o napędzie śrubowym, wyposażona w ożaglowanie barkowe, zbudowana dla Klanu Hizen w 1870 roku; przeniesiona do marynarki cesarskiej w maju 1870 roku. W 1883 przeklasyfikowana na krążownik. Rozebrana w 1893 roku.